# 매우 긴사슬 지방산
매우 긴사슬 지방산(영어: very long chain fatty acid, VLCFA)은 22개 이상의 탄소를 가지고 있는 지방산이다. 장쇄지방산(長鎖脂肪酸)이라고도 한다. 매우 긴사슬 지방산의 생합성은 소포체에서 일어난다. 매우 긴사슬 지방산은 세포의 총 지방산 함량의 몇 퍼센트까지 나타날 수 있다.
대부분의 지방산들과는 달리, 매우 긴사슬 지방산은 너무 길어서 미토콘드리아에서 대사되지 못하고 퍼옥시좀에서 대사된다.
부신백질이영양증 및 젤웨거 증후군과 같은 특정 퍼옥시좀 이상은 매우 긴사슬 지방산의 축적과 연관될 수 있다.

## 같이 보기
- ACADVL
- 매우 긴사슬 아실-CoA 합성효소 (SLC27A2)
- SLC27A5
- 세로트산 (부신백질이영양증과 관련이 있는 지방산)

## 참고 문헌
- Moser, H. W.; Moser, A. B.; Frayer, K. K.; Chen, W.; Schulman, J. D.; O'Neill, B. P.; Kishimoto, Y. (1981). “Adrenoleukodystrophy: Increased plasma content of saturated very long chain fatty acids”. 《Neurology》 31 (10): 1241–1241. doi:10.1212/WNL.31.10.1241. ISSN 0028-3878.